# Kristina Marie Knott
Kristina Marie Knott (25 september 1995) is een Filipijns atleet.
In 2020 kwam zij voor Filipijnen uit op de Olympische Zomerspelen op het onderdeel 200 meter atletiek.
Gestart in baan vier werd zij vijfde in de zevende serie in een tijd van 23,80. 